# ARKESTRA
『ARKESTRA』（アーケストラ）は東京スカパラダイスオーケストラの7作目のオリジナル・アルバム。1998年8月26日にavex traxよりリリースされた。

## 概要
- avex trax移籍後の初アルバム。1995年に逝去した元メンバー クリーンヘッド・ギムラの実弟である杉村ルイがボーカリストとして正式加入したため収録曲の半数が歌モノという異色作。ルイは方向性の違いにより、本作のみで脱退（冷牟田曰くルイの加入が移籍の条件だったという[1]）。
- 移籍前に寺師徹が脱退、正式なギタリストが加入していなかったため複数のギタリストがサポートで参加。その中には脱退した寺師や林昌幸の他、會田茂一、後にメンバーとなる加藤隆志などがいる。本作のリリースツアー「ARKESTRA THE MAXIMUM」には會田と加藤がツインギターで参加。
- 翌1999年に青木達之が逝去したため、彼が参加した最後のアルバムである。

## 収録曲
- M-1,4,12はデニス・ボーヴェルがプロデュースを務めている。
- 編曲：東京スカパラダイスオーケストラ

1. Ring O' Fire
  - 作曲：冷牟田竜之
2. Blue Mountain
  - 作曲：NARGO
3. the PIRATES
  - 作曲：沖祐市
4. Let's Go Out
  - 作詞：杉村ルイ／作曲：冷牟田竜之
5. わがまま勝手なメッセージ
  - 作詞：杉村ルイ／作曲：川上つよし
  - コーラス：大滝裕子・斉藤久美
6. 愛があるかい?
  - 作詞：杉村ルイ／作曲：沖祐市
  - コーラス：真城めぐみ
7. abracadabra
  - 作曲：冷牟田竜之
8. 裏通りのふたり
  - 作曲：谷中敦
9. 船出の街
  - 作詞：杉村ルイ／作曲：沖祐市
10. 光
  - 作詞：杉村ルイ／作曲：NARGO
11. Dear My Sister（Album Version）
  - 作詞：杉村ルイ／作曲：沖祐市
12. One Night
  - 作曲：大森はじめ
  - ベスト・アルバム『TOKYO SKA TREASURES 〜ベスト・オブ・東京スカパラダイスオーケストラ〜』にも収録された。